# Lorenzo Maitani

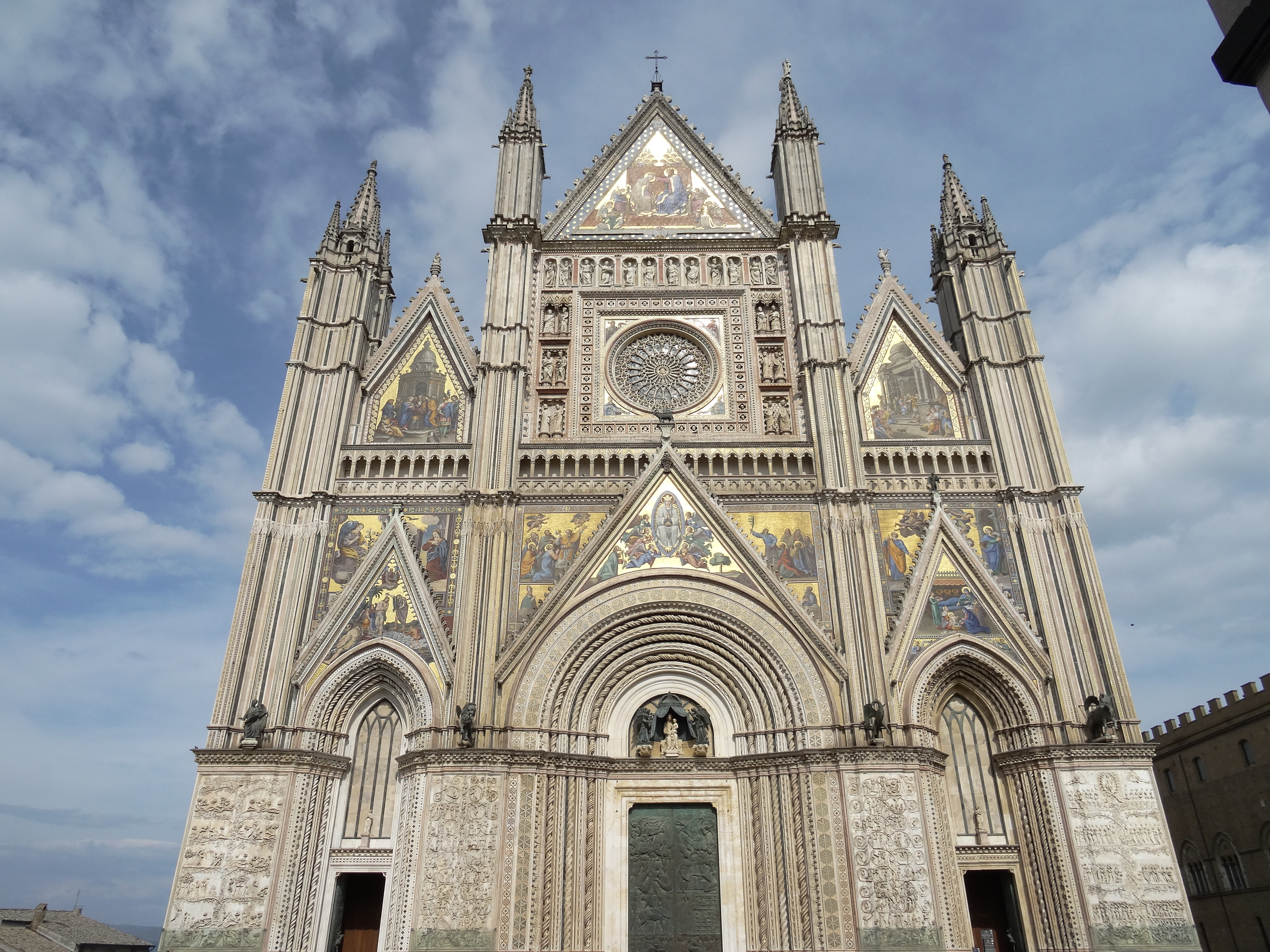
Facciata del Duomo di Orvieto

Lorenzo Maitani (Siena, prima del 1275 – Orvieto, 1330) è stato uno scultore e architetto italiano.

## Biografia
Operò soprattutto nell'Umbria del Trecento. Il suo stile appare ispirato all'arte gotica francese e a quella senese (Simone Martini, Lippo Memmi, ecc.).
È ricordato specialmente per la realizzazione della facciata del Duomo di Orvieto, del quale fu capomastro dai primi anni del Trecento (certamente prima del 1310) fino alla fine della propria vita (1330). Per tale facciata realizzò anche alcune sculture in pietra: le Storie della Genesi e il Giudizio finale, che con i rilievi degli altri pilastri completano un ciclo sul destino umano. Maitani realizzò anche il disegno della vetrata absidale del Duomo, un gruppo di sculture lignee (un Crocifisso per il suddetto Duomo e uno per la chiesa di San Francesco di Orvieto) e il progetto del castello di Montefalco.

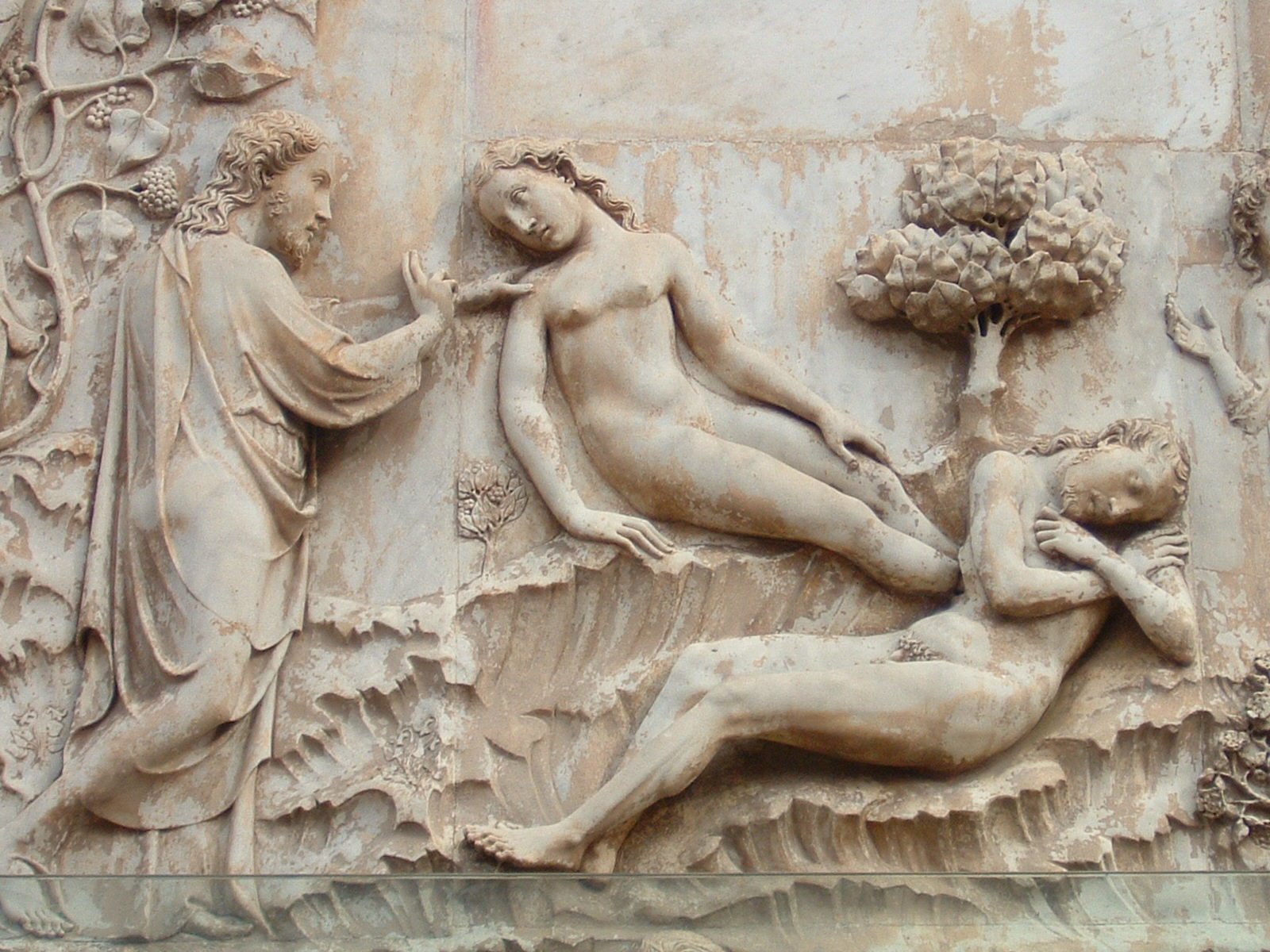
Creazione di Eva, facciata del Duomo di Orvieto